# Bruno Loerzer
Bruno Loerzer (Berlim, 22 de janeiro de 1891 - Hamburgo, 23 de agosto de 1960)  foi um piloto alemão que atuou na Primeira Guerra Mundial, atingindo a patente de capitão e a marca de 44 vitórias aéreas, o que fez dele um ás da aviação. Em 1935, após a criação da Luftwaffe, graças a boas ligações pessoas com Hermann Göring, retornou para a força aérea alemã e ficou responsável por diversos cargos de comando até ao final da sua carreira em 1945. Morreu em 1960, com 69 anos.

## Carreira

### Primeira Guerra Mundial

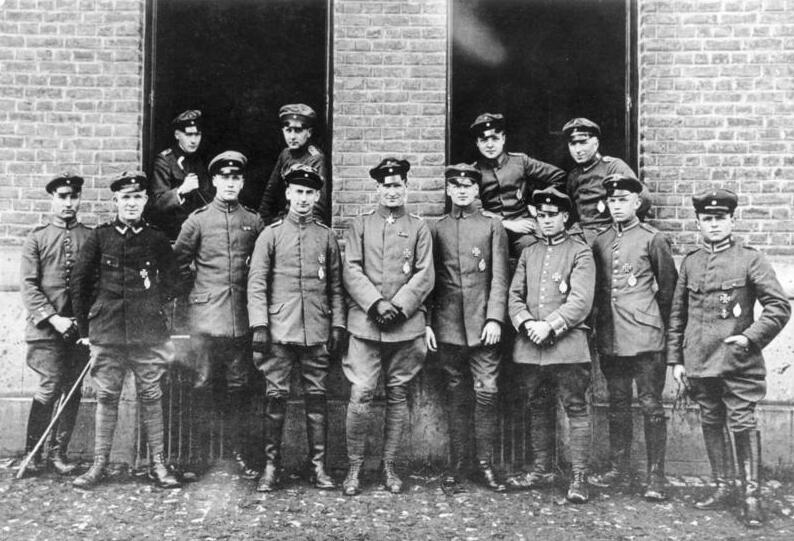
Membros da "Jasta" em 26 de maio de 1918. (Loerzer ao meio)

Natural de Berlim, Loerzer trabalhou foi oficial do exército antes da guerra de 1914, onde aprendeu a voar. Hermann Göring voou como observador de Loerzer de 28 de outubro de 1914 até o final de junho de 1915. Mudando para caças, Loerzer voou com dois Jahdstaffeln em 1916 antes de ingressar no esquadrão Jagdstaffel 26 em janeiro de 1917. Até então, ele havia conquistado apenas duas vitórias, ambas sobre aeronaves francesas. Ele teve seu caça pintado com listras distintas pretas e brancas. À medida que sua pontuação militar aumentava, ele foi recebendo condecorações, como a Cruz de Ferro de Primeira Classe e a Ordem da Casa de Hohenzollern. Em novembro de 1917, ele e Goering, agora seu companheiro de esquadrão, obtiveram 15 mortes cada um, o que aumentou a cobiça pela mais alta condecoração prussiana - a cruz azul do Pour le Mérite. Trinta anos depois, Loerzer ria contando aos colegas que Goering havia exagerado nas suas reivindicações da missão. "Faça o mesmo", Loerzer afirmou que Goering havia o incentivado, "caso contrário, nunca iremos progredir!" Sua contagem atingiu 20 vitórias no final de outubro e ele recebeu o Pour le Mérite em fevereiro de 1918. 
No mesmo mês, ele assumiu o comando do recém-formado Jagdgeschwader III, o terceiro dos famosos “circos voadores” alemães. Entre seus ases, estava seu irmão Fritz, que havia conquistado 11 vitórias. Liderando o Jasta 26 e três outros esquadrões, com o apoio de Hermann Dahlmann como ajudante e ala, Loerzer provou ser um comandante de ala de sucesso. Dotado do novo Fokker D.VII com motor BMW, o JG III abriu caminho pelas formações aliadas no verão de 1918, e sua própria pontuação aumentou progressivamente. Suas últimas dez vitórias foram alcançadas em setembro, quando atingiu a pontuação final de 44 vitórias. Pouco antes do armistício, foi promovido a Hauptmann.

### Entre as guerras
Loerzer lutou irregularmente com Freikorps anticomunistas de dezembro de 1918 até março de 1920. Ele comandou a FA 427 na área do Báltico, apoiando a Eiserne Division no papel aéreo tático. Durante a década de 1930, ele foi líder de várias organizações de aviação civil (National Socialist Flying Corps: NSFK), e voltou à Luftwaffe em 1935 como coronel.
Em 15 de março de 1937, Loerzer foi encarregado da criação do Jagdgeschwader 334 e nomeou seu primeiro Geschwaderkommodore (comandante de ala). Permaneceu no cargo até 31 de março de 1938, quando foi nomeado Inspekteur der Jagdflieger (Inspetor de Caças). Então, o comando do JG 334 foi então repassado ao Oberstleutnant Werner Junck.

### Segunda Guerra Mundial

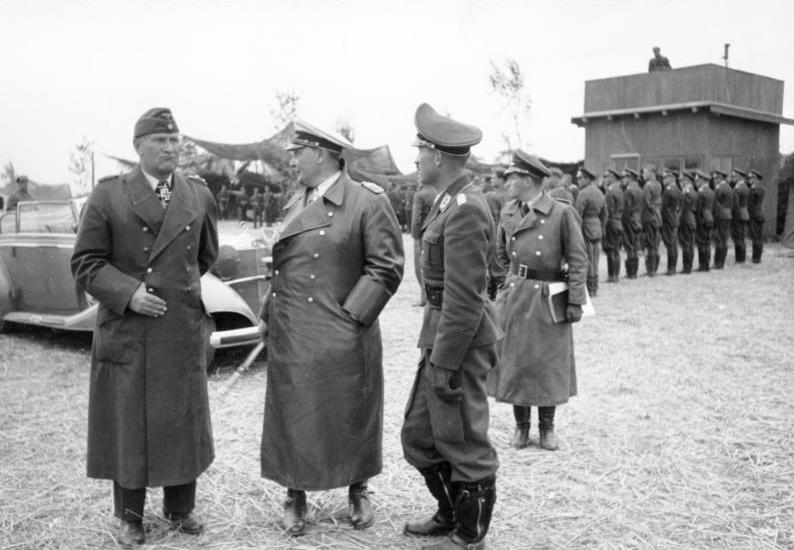
Bruno Loerzer (esquerda), Adolf Galland (direita) e Hermann Göring (centro), setembro de 1940.

Nos primeiros anos da guerra, Loerzer foi comandante do II Corpo Aéreo, sendo condecorado com a Cruz de Cavaleiro da Cruz de Ferro em maio de 1940. Seu corpo aéreo participou da invasão da União Soviética no verão de 1941, como uma seção da 2ª Frota Aérea de Kesselring - apoiando o Marechal de Campo von Bock. Sua unidade foi transferida para Messina, na Sicília, em outubro de 1941, e permaneceu por lá até meados de 1943, quando retornaram à Itália continental após grandes perdas sofridas.
Em dezembro de 1942, o ás dos caças Werner Baumbach, comandante do grupo 3 do Kampfgeschwader 30, escreveu uma carta a Hans Jeschonnek (chefe do Estado-Maior General da Luftwaffe) sobre as grandes perdas sofridas pelo II Corpo Aéreo, liderado por Loerzer. Isso gerou o afastamento de Loerzer do comando do II Corpo Aéreo em fevereiro de 1943, que posteriormente foi promovido por Goering a Coronel-general como Chefe do Departamento de Pessoal da Luftwaffe e Chefe do Armamento de Pessoal e Liderança Nacional Socialista da Luftwaffe. Loerzer mostrou sua gratidão durante o aniversário de Goering em janeiro de 1944, quando o presenteou com um carro cheio de produtos do mercado negro oriundos da Itália, como meias femininas, sabonetes e outros itens raros, junto a uma lista de preços para manter o mercado negro com preços equilibrados em toda a Alemanha.
Em dezembro de 1944 foi designado reservista. Ele se aposentou em abril de 1945, foi capturado pelos soldados americanos em maio e mantido preso até 1948.

## Condecorações
- Cruz de Ferro de Segunda Classe(1914)
- Cruz de Ferro de Primeira Classe
- Cruz de Cavaleiro da Ordem de Zähringer com leões e espadas
- Cruz de Cavaleiro da Casa Real de Hohenzollern com espadas
- Pour le Mérite (12 de Fevereiro de 1918)[9]
- Cruz de Honra
- Medalha de Sudetenland com Castelo de Praga
- Cruz de Ferro de Segunda Classe (1939)
- Cruz de Ferro de Primeira Classe
- Crachá de Ouro de Piloto/Observador com diamantes
- Cruz de Cavaleiro da Cruz de Ferro (29 de Maio de 1940)